# Amphibolgruppe

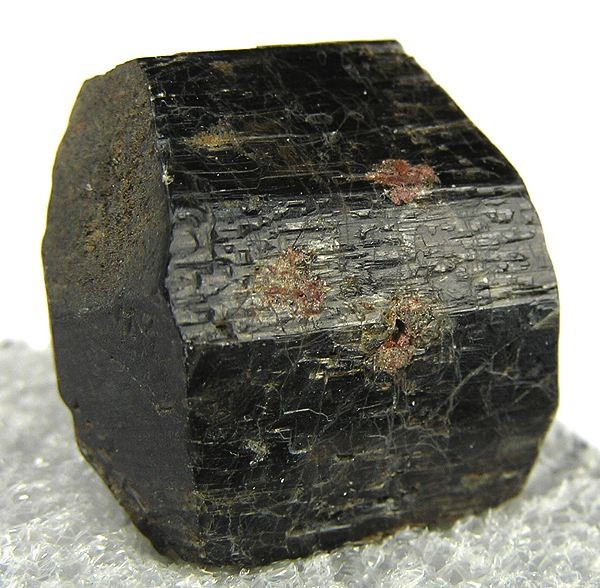
Amphibol (Edenit) aus Bancroft, Hastings County, Ontario, Kanada
Größe: 2,2 × 1,9 × 1,1 cm

Die Amphibolgruppe (kurz: Amphibole) umfasst Minerale aus der Mineralklasse der „Silikate und Germanate“, die sich strukturell durch Doppelketten aus eckenverknüpften SiO4-Tetraedern auszeichnen (siehe auch Kettensilikate) und deren Zusammensetzung der folgenden verallgemeinerten Summenformel genügt:
A0-1B2C5T8O22(OH)2.
In dieser Strukturformel repräsentieren die Großbuchstaben A,B,C und T unterschiedliche Positionen in der Amphibolstruktur. Sie werden durch folgende Kationen belegt:
- A: Leerstellen, Na+, K+, Ba2+, Sr2+, Ca2+, Li+
- B: Ca2+, Na+, Mg2+, Fe2+, Mn2+, Li+, Sr2+, Ba2+, Mn2+, Fe2+, Co2+, Ni2+, Zn2+, Mg2+, Pb2+, Cu, Zr, Mn3+, Cr3+, V, Fe3+
- C: Mg2+, Fe2+, Mn2+, Li+, Al3+, Zn2+, Ni2+, Co2+, Ti4+, Fe3+, V, Cr3+, Mn3+, Zr
- T: Si4+, Al3+, Ti4+

Anstelle der Hydroxygruppe (OH) enthalten Amphibole auch F−, Cl−, O2−
Fett hervorgehoben sind die dominierenden Kationen auf den einzelnen Positionen.
Amphibole sind die Mineralgruppe mit der wohl größten chemischen Variabilität. Nicht zuletzt deshalb treten Amphibole weltweit in sehr vielen verschiedenen Paragenesen und geologischen Milieus auf. Sie sind wichtiger Bestandteil sowohl magmatischer wie auch metamorpher Gesteine unterschiedlichster Zusammensetzung und Bildungsbedingungen.
Verschiedene Minerale dieser Gruppe werden als Asbest bezeichnet.

## Klassifizierung und Nomenklatur
Durch die chemische und kristallographische Komplexität der Amphibole war eine einheitliche Nomenklatur kein leichtes Unterfangen. Die im Jahre 1997 vom „Subcommittee on Amphiboles“ der „International Mineralogical Association, Commission on New Minerals and Mineral Names“ wurde bis zum Jahre 2003 fortwährend vereinfacht und durch die Entdeckung von neuen Li, Na - Amphibolen mit einer fünften Gruppe ergänzt. Die Normierung baut auf den Gehalt der verschiedenen Elemente in den einzelnen Positionen (A, B, C, T) auf, wobei für die Unterteilung der Amphibole die Besetzung der B-Position ausschlaggebend ist.
1. Gruppe: Magnesium-Eisen-Mangan-Lithium-Amphibole: Mg+Fe+Mn+Li ≥ 1.5
2. Gruppe: Calcium-Amphibole: Mg+Fe+Mn+Li < 1.5 und Ca+Na ≥ 1.00 und Na < 0.50
3. Gruppe: Natrium-Calcium-Amphibole: Mg+Fe+Mn+Li ≤ 0,50 und Ca+Na ≥ 1.00 und 0,50 ≤ Na ≤ 1,50
4. Gruppe: Alkali-Amphibole: Mg+Fe+Mn+Li ≤ 0,50 und Na ≥ 1,50
5. Gruppe: Na-Ca-Mg-Fe-Mn-Li-Amphibole: 0,50 ≤ Mg+Fe+Mn+Li ≤ 1,50 und 0,50 ≤ Na+Ca ≤ 1,50

In diesen fünf Gruppen werden 78 Basisnamen für Amphibole festgelegt. Abweichungen von den im Anschluss aufgeführten Zusammensetzungen, z. B. durch den Einbau weiterer, hier nicht angegebener Kationen ins Kristallgitter wie Chrom, Blei, Kalium …, wird durch Namenspräfixe und vorangestellte Adjektive Rechnung getragen.

### Präfixe in Amphibolnamen
| Präfixe für Amphibolnamen | Präfixe für Amphibolnamen | Präfixe für Amphibolnamen                  |
| Präfix                    | Bedeutung                 | Verwendung                                 |
| ------------------------- | ------------------------- | ------------------------------------------ |
| Titano                    | Ti > 0,50                 | alle Gruppen, ohne Kaersutit               |
| Alumino                   | VIAl > 1,00               | nur Calcium- und Natrium-Calcium-Amphibole |
| Ferri                     | Fe3+ > 1,00               | Alle Gruppen außer Natrium-Amphibolen      |
| Chromio                   | Cr > 1,00                 | Alle Gruppen                               |
| Mangani                   | Mn3+ > 1,00               | Alle Gruppen außer Kornit und Ungarettiit  |
| Mangano                   | 1,0 < Mn2+ < 2,99         | Alle Gruppen außer Kornit und Ungarettiit  |
| Permangano                | 3,00 < Mn2+ < 4,99        | Alle Gruppen außer Kornit und Ungarettiit  |
| Ferro                     | Fe2+ > Mg                 | Alle Gruppen                               |
| Magnesio                  | Fe2+ < Mg                 | Alle Gruppen                               |
| Zinko                     | Zn2+ > 1,00               | Alle Gruppen                               |
| Kalium                    | K > 0,50                  | Alle Gruppen                               |
| Natrium                   | Na > 0,50                 | nur Gruppe 1                               |
| Chloro                    | Cl > 1,00                 | Alle Gruppen                               |
| Fluoro                    | F > 0,50                  | Alle Gruppen                               |

Präfixe kennzeichnen wesentliche Substitutionen und sind integraler Bestandteil des Namens. Sie werden dem Basisnamen direkt vorangestellt, im gleichen Wort oder durch einen Bindestrich getrennt.
Vorangestellte Adjektive beschreiben untergeordnete Variationen der Zusammensetzungen. Sie werden als Adjektiv ohne Bindestrich dem Basisnamen vorangestellt (bariumhaltig, borhaltig, bleihaltig, nickelhaltig etc.).
In den im Folgenden angegebenen Strukturformeln können sich die in Klammern stehenden Atome in beliebiger Mischung durch Substitution vertreten, stehen aber immer im selben Verhältnis zu den anderen Atomgruppen.

### Magnesium-Eisen-Mangan-Lithium-Amphibole
Wenn von den 2 Gitterplätzen der B-Position mehr als 1,5 mit Mg2+, Fe2+, Mn2+ oder Li+ besetzt sind, handelt es sich um einen Amphibol der Mg-Fe-Mn-Li Gruppe. Amphibole dieser Gruppe kommen sowohl mit orthorhombischer als auch mit monokliner Symmetrie vor.

#### Orthorhombische Amphibole
Die meisten orthorhombischen Amphibole kristallisieren in der Raumgruppe Pnma. Das Auftreten der Raumgruppe Pnmn kann im Namen durch das Präfix Proto gekennzeichnet werden.
Anthophyllit-Reihe:
Diese Reihe umfasst Amphibole der Zusammensetzung NaxLiz(Fe2+, Mg, Mn) 7-y-zAly(Si8-x-y+zAlx+y-z)O22(OH, F, Cl) 2 mit Si > 7,0 und Li < 1,0. Folgende Endglieder (hypothetische in Kursivschrift) bilden die Grenzen der Anthophyllitzusammensetzungen:
- Anthophyllit ☐Mg2Mg5Si8O22(OH)2
- Ferro-Anthophyllit ☐Fe2+2Fe2+5Si8O22(OH)2
- Proto-Anthophyllit ☐Mg2Mg5Si8O22(OH)2
- Proto-Ferro-Anthophyllit ☐Fe2+2Fe2+5Si8O22(OH)2
- Natrium-Anthophyllit (Zwischenglied einer Mischreihe, derzeit nicht anerkannt)[1]
- Natrium-Ferro-Anthophyllit (Zwischenglied einer Mischreihe, derzeit nicht anerkannt)[2]

Gedrit-Reihe:
Zusammensetzungen dieser Reihe werden durch die gleiche Strukturformel beschrieben, wie die Anthophyllit-Reihe, jedoch mit Si < 7,0. Die Reihe enthält folgende Endglieder (hypothetische in Kursivschrift):
- Ferro-Gedrit ☐Fe2+2(Fe2+3Al2)(Al2Si6O22)(OH)2
- Gedrit ☐Mg2(Mg3Al2)(Al2Si6O22)(OH)2
- Ferro-Papikeit (ehemals Natrium-Ferro-Gedrit, IMA 2020-021) NaFe2+2(Fe2+3Al2)(Si5Al3O22)(OH)2
- Papikeit (ehemals Natrium-Gedrit bzw. Natriumgedrit, hypothetisch) NaMg2(Mg3Al2)(Al3Si5O22)(OH)2[3]

Holmquistit-Reihe:
Diese Reihe enthält Amphibole der Zusammensetzung [Li2(Fe2+, Mg)3(Fe3+, Al)2]Si8O22(OH, F, Cl)2 mit Li > 1,0.
- Holmquistit (☐Li2Mg3Al2)Si8O22(OH)2
- Ferro-Holmquistit (☐Li2Fe3Al2)Si8O22(OH)2

#### Monokline Amphibole
Cummingtonit-Grunerit-Reihe:
Amphibole dieser Reihe genügen der allgemeinen Formel (Mg, Fe, Mn, Li)7Si8O22(OH)2 mit Li < 1,0.
- Cummingtonit ☐Mg2Mg5Si8O22(OH)2
- Grunerit ☐Fe2+2Fe2+5Si8O22(OH)2
- Klino-Suenoit (Synonym Manganocummingtonit[4]) ☐Mn2+2Mg5Si8O22(OH)2
- Suenoit ☐Mn2Mg5Si8O22(OH)2
- Proto-Ferro-Suenoit ☐Mn2+2Fe2+5Si8O22(OH)2
- Klino-Ferro-Suenoit (Synonym Manganogrunerit; bisher nicht anerkannt) ◻Mn2+2Fe2+5(Si8O22)(OH)2[5]
- Permanganogrunerit (diskreditiert)[6]

Klino-Holmquistit-Reihe:
Diese Reihe wird durch die Strukturformel [Li2(Fe2+, Mg, Mn)3(Fe3+, Al)2]Si8O22(OH, F, Cl)2 beschrieben mit mehr als 1,0 Li auf der B-Position und, entscheidend, weniger als 0,5 Li auf der C-Position.
- Klino-Ferro-Ferri-Holmquistit ☐Li2(Fe2+3Fe3+2)Si8O22(OH)2
- Klino-Ferri-Holmquistit ☐Li2(Mg3Fe3+2)Si8O22(OH)2
- Klino-Ferro-Holmquistit (ehemals Klinoferroholmquistit, diskreditiert)[7]
- Klino-Holmquistit (diskreditiert)[8]

Pedrizit–Ferro-Pedrizit-Reihe:
Diese Reihe wird durch die Strukturformel NaLi2[Li(Fe2+, Mg, Mn)2(Fe3+, Al)2]Si8O22(OH, F, Cl)2 beschrieben mit mehr als 1,0 Li auf der B-Position und, entscheidend, mehr als 0,5 Li auf der C-Position.
- Pedrizit (hypothetisch) NaLi2(LiMg2Al2)(Si8O22)(OH)2[9]
- Ferri-Pedrizit NaLi2(Mg2Fe3+2Li)Si8O22(OH)2
- Ferro-Pedrizit NaLi2(Fe2+2Al2Li)Si8O22(OH)2
- Ferro-Ferri-Pedrizit NaLi2(Fe2+2Fe3+2Li)Si8O22(OH)2
- Natrium-Pedrizit (bis 2012 hypothetisch, danach diskreditiert) aktuelle Zusammensetzung zwischen Pedrizit und Ferri-Pedrizit[10]
- Natrium-Ferropedrizit (bis 2012 hypothetisch, danach diskreditiert) aktuelle Zusammensetzung zwischen Ferro-Pedrizit und Ferro-Ferri-Pedrizit[11]

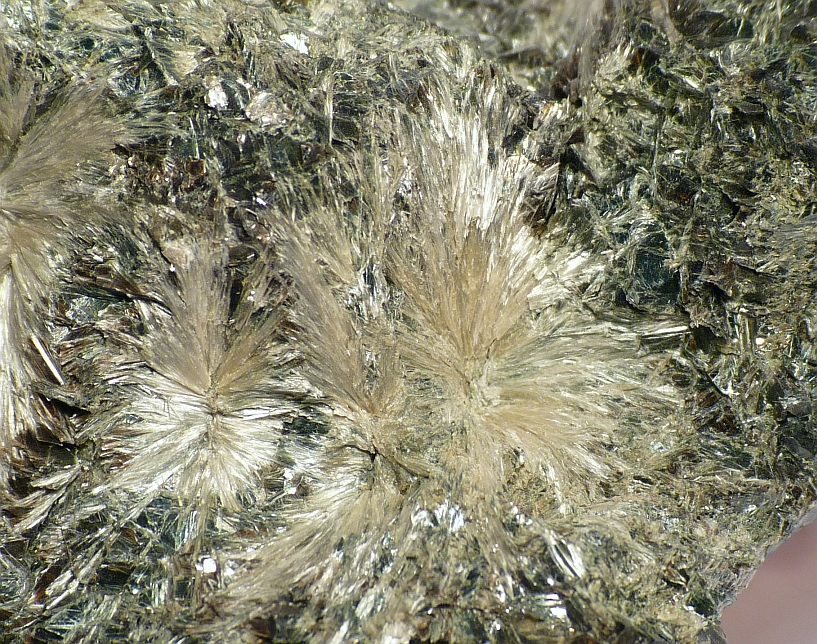
Anthophyllit
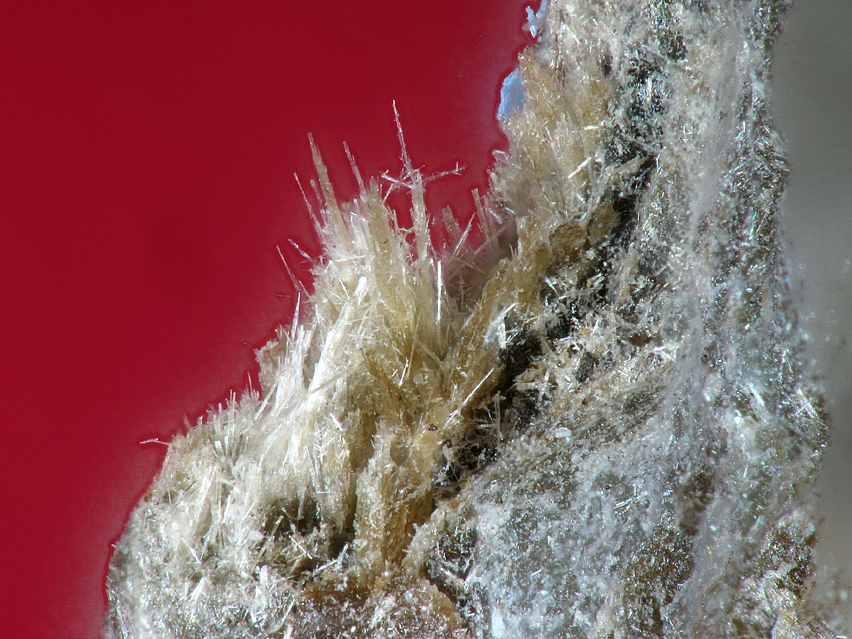
Cummingtonit

### Calcium-Amphibole
Diese Gruppe, oftmals synonym als Hornblende bezeichnet, umfasst monokline Amphibole mit mehr als 1,5 Ca auf der B-Position. Eine weitere Unterteilung kann anhand der Besetzung der A-Position vorgenommen werden. Zu dieser Gruppe gehören folgende Endglieder:
Calcium-Amphibole mit weniger als 0,5 (Na,K) auf der A-Position:
- Tremolit ☐Ca2(Mg5.0-4.5Fe2+0.0-0.5)Si8O22(OH)2
- Ferro-Aktinolith ☐Ca2(Mg2.5-0.0Fe2+2.5-5.0)Si8O22(OH)2
- Magnesio-Hornblende (IMA 2017-059) ☐Ca2(Mg4Al)(Si7Al)O22(OH)2
- Ferro-Hornblende ☐Ca2(Fe2+4Al)(Si7Al)O22(OH)2
- Tschermakit ☐Ca2(Mg3Al2)(Si6Al2)O22(OH)2
- Ferro-Tschermakit (IMA 2016-116) ☐Ca2(Fe2+3Al2)(Si6Al2)O22(OH)2
- Aluminotschermakit (diskreditiert, Synonym für Tschermakit)[13]
- Alumino-Ferrotschermakit (auch Ferro-Aluminotschermakit, diskreditiert, Synonym für Ferro-Tschermakit)[14]
- Ferri-Tschermakit (hypothetisch) ◻Ca2Mg3Fe3+2(Al2Si6O22)(OH)2[15]
- Ferro-Ferri-Tschermakit (ehemals Ferri-Ferrotschermakit, hypothetisch) ◻Ca2Fe2+3Fe3+2(Al2Si6O22)(OH)2[16]

Calcium-Amphibole mit mehr als 0,50 Ca auf der A-Position:
- Cannilloit (hypothetisch) CaCa2(Mg4Al)(Si5Al3O22)(OH)2[17]
- Fluoro-Cannilloit CaCa2(Mg4Al)(Si5Al3)O22F2

Calcium-Amphibole mit mehr als 0,5 (Na,K) auf der A-Position:
- Edenit NaCa2Mg5(Si7Al)O22(OH)2
- Ferro-Edenit NaCa2Fe2+5(Si7Al)O22(OH)2
- Pargasit NaCa2(Mg4Al)(Si6Al2)O22(OH)2
- Ferro-Pargasit NaCa2(Fe2+4Al)(Si6Al2)O22(OH)2
- Magnesio-Hastingsit NaCa2(Mg4Fe3+)(Si6Al2)O22(OH)2
- Hastingsit NaCa2(Fe2+4Fe3+)(Si6Al2)O22(OH)2
- Sadanagait (Synonym Magnesiosadanagait[18]) NaCa2(Mg3Al2)(Si5Al3)O22(OH)2

Calcium-Amphibole mit mehr als 0,5 (Na,K) auf der A-Position und mehr als 0,50 Ti:
- Kaersutit NaCa2(Mg3AlTi4+)(Si6Al2)O22O2
- Ferro-Kaersutit (hypothetisch) NaCa2(Fe2+3AlTi)(Si6Al2)O22O2[19]

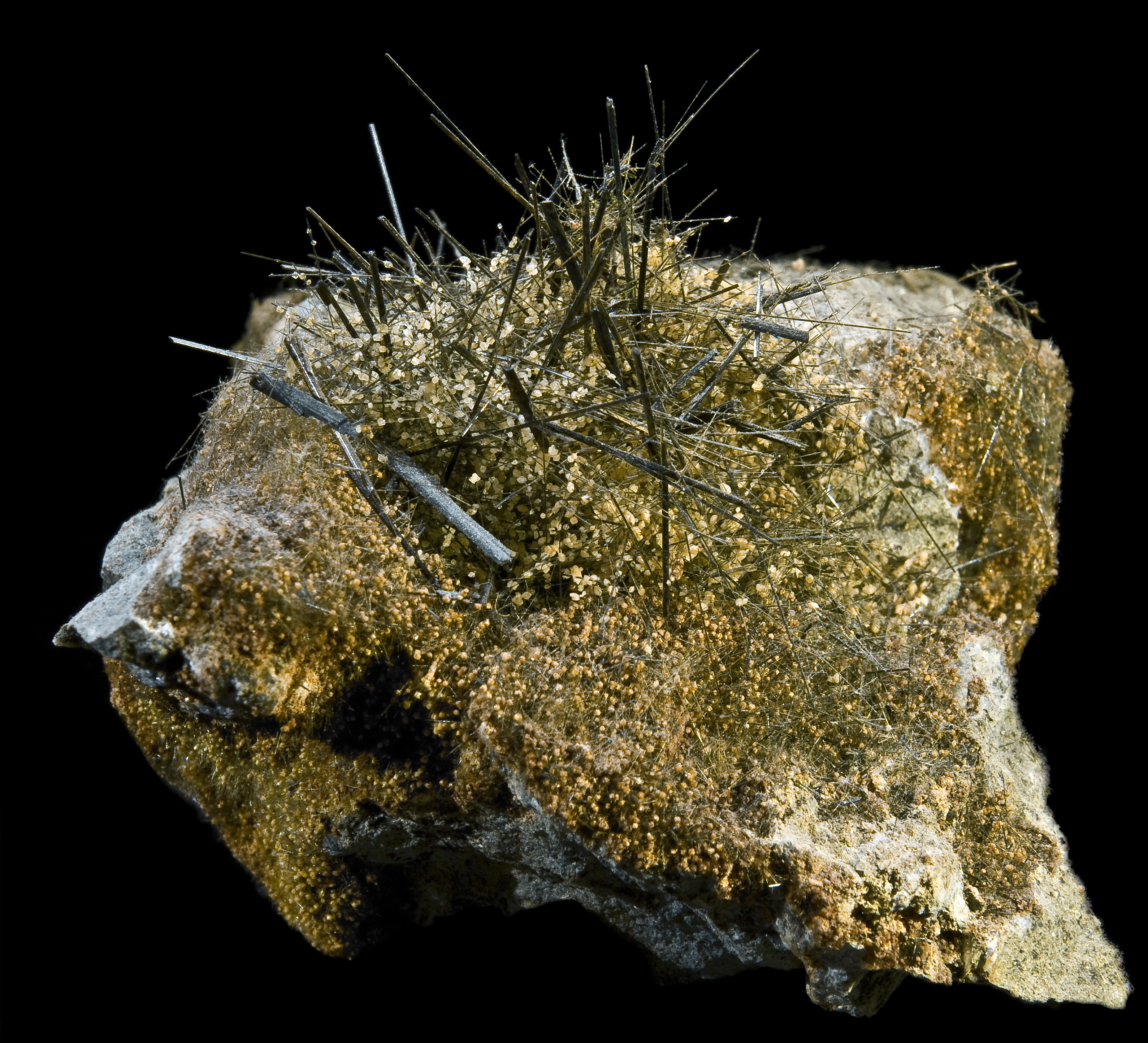
Aktinolith
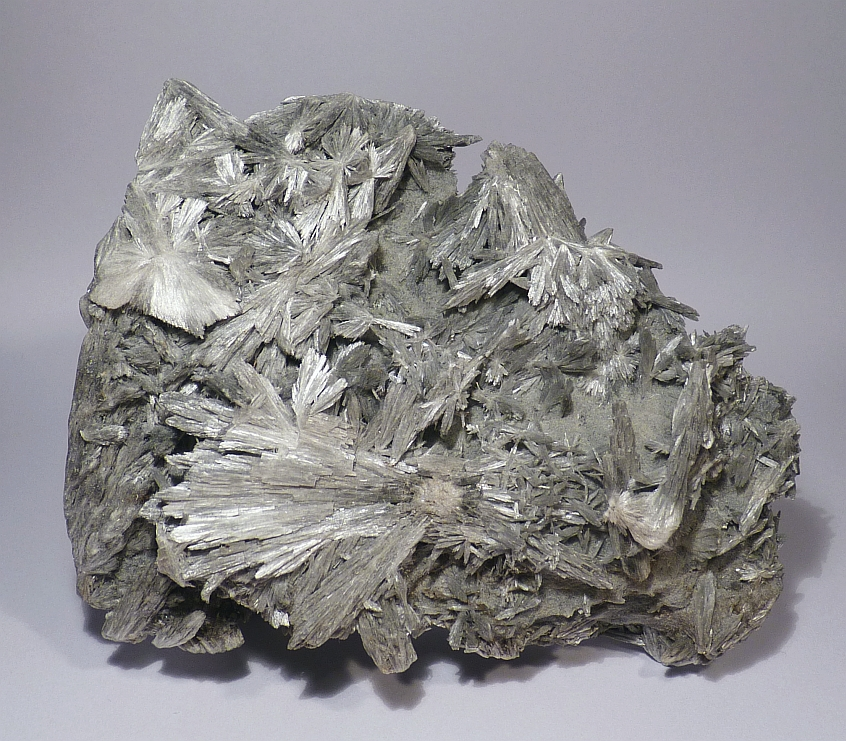
Tremolit
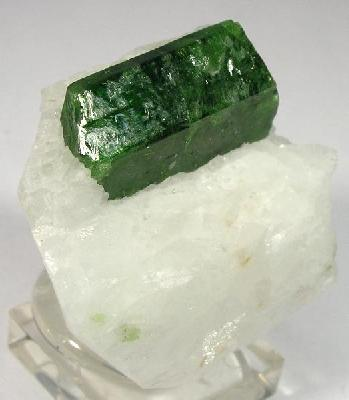
Pargasit
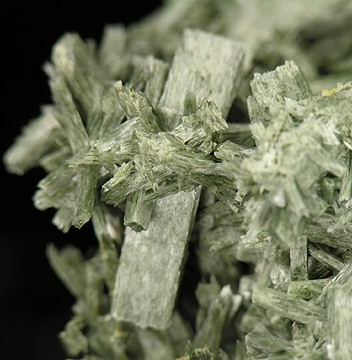
Aktinolith (Uralit)

### Natrium-Calcium-Amphibole
Zu dieser Gruppe gehören monokline Amphibole mit mehr als 1 (Ca,Na) auf der B-Position (B(Ca,Na)>=1,0) und Na-Gehalten auf der B-Position zwischen 0,50 und 1,50 apfu (Atome pro Formeleinheit). Eine weitere Unterteilung erfolgt anhand der Besetzung der A-Position. Folgende Endglieder gehören in diese Gruppe:
Natrium-Calcium-Amphibole mit mehr als 0,50 (Na,K) auf der A-Position (Richterit-Katophorit-Taramit):
- Richterit Na(CaNa)Mg5Si8O22(OH)2
- Ferro-Richterit Na(CaNa)Fe2+5Si8O22(OH)2
- Katophorit (IMA 2013-140; Synonym Magnesiokatophorit[20]) Na(NaCa)(Mg4Al)(Si7Al)O22(OH)2
- Taramit Na(NaCa)(Mg3Al2)(Si6Al2)O22(OH)2
- Kalium-Ferro-Taramit (ehemals Kalium-Aluminotaramit[21]) K(NaCa)(Fe2+3Al2)(Si6Al2)O22(OH)2
- Magnesio-Taramit (diskreditiert)[22]

Natrium-Calcium-Amphibole mit weniger als 0,50 (Na,K) auf der A-Position (Winchit-Barroisit):
- Winchit ☐(NaCa)(Mg4Al)Si8O22(OH)2
- Scandio-Winchit (IMA 2022-009) ☐(NaCa)(Mg4Sc)Si8O22(OH)2
- Ferri-Winchit ☐(NaCa)(Mg4Fe3+)Si8O22(OH)2
- Ferro-Winchit (hypothetisch) ◻(CaNa)(Fe2+4Al)(Si8O22)(OH)2[23]
- Barroisit (Synonym Alumino-Barroisit[24]) ☐(NaCa)(Mg3Al2)(Si7Al)O22(OH)2
- Ferro-Barroisit (hypothetisch; Synonym Alumino-Ferro-Barroisit[25]) ◻(CaNa)(Fe2+3Al2)(AlSi7O22)(OH)2[26]
- Ferri-Barroisit (Status fragwürdig) ◻(CaNa)(Mg3Fe3+2)(AlSi7O22)(OH)2[27]
- Ferro-Ferri-Barroisit (hypothetisch) ◻(CaNa)(Fe2+3Fe3+2)(AlSi7O22)(OH)2[28]

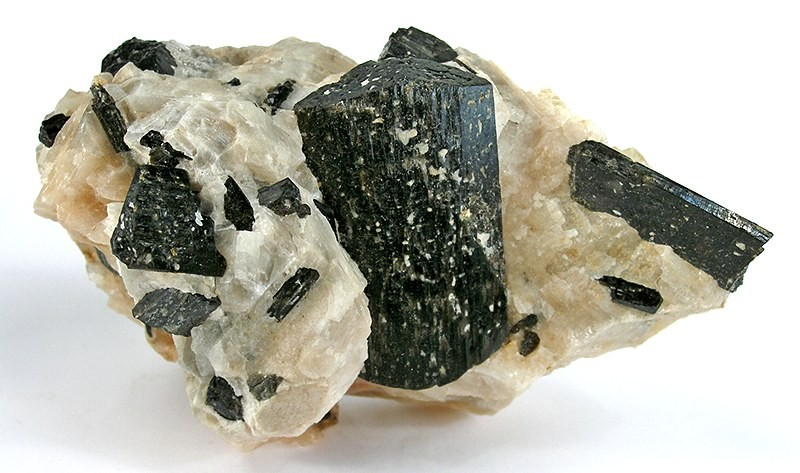
Fluoro-Richterit
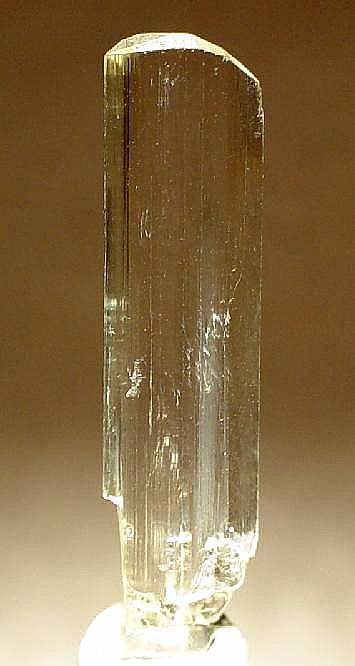
Richterit
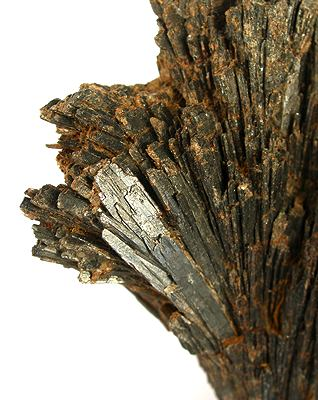
Taramit

### Alkali-Amphibole
Zu dieser Gruppe gehören monokline Amphibole mit mehr als 1,50 Na auf der B-Position. Unterteilt wird diese Gruppe anhand der Li- und Mn-Gehalte sowie der Na-Gehalte auf der A-Position.
Alkali-Amphibole mit weniger als 0,5 Li, (Mn2+ + Mn3+) < (VIAl + Fe3+ + Fe2+ + Mg) und weniger als 0,50 Na+K auf der A-Position: Glaukophan, Riebekit
- Glaukophan ☐Na2(Mg3Al2)Si8O22(OH)2
- Ferro-Glaukophan ☐Na2(Fe2+3Al2)Si8O22(OH)2
- Magnesio-Riebeckit ☐Na2(Mg3Fe3+2)Si8O22(OH)2
- Riebeckit ☐Na2(Fe2+3Fe3+2)Si8O22(OH)2

Alkali-Amphibole mit weniger als 0,5 Li, (Mn2+ + Mn3+) < (VIAl + Fe3+ + Fe2+ + Mg) und mehr als 0,50 Na+K auf der A-Position:
- Eckermannit NaNa2(Mg4Al)Si8O22(OH)2
- Ferro-Eckermannit (hypothetisch) NaNa2(Fe2+4Al)Si8O22(OH)2[29]
- Magnesio-Arfvedsonit (IMA 2013-137) NaNa2(Mg4Fe3+)Si8O22(OH)2
- Arfvedsonit NaNa2(Fe2+4Fe3+)Si8O22(OH)2
- Ferri-Obertiit (ehemals Obertiit) NaNa2(Mg3Fe3+Ti)Si8O22O2
- Nybøit NaNa2Mg3Al2(Si7Al)O22(OH)2
- Ferro-Nybøit (bisher nicht anerkannt) NaNa2(Fe2+3Al2)(Si7Al)O22(OH)2[30]
- Ferri-Nybøit (diskreditiert)[31]
- Ferro-Ferri-Nybøit (IMA 2013-072) NaNa2(Fe2+3Fe3+2)(Si7Al)O22(OH)2

Alkali-Amphibole mit weniger als 0,5 Li, (Mn2+ + Mn3+) > (VIAl + Fe3+ + Fe2+ + Mg) und mehr als 0,50 Na+K auf der A-Position:
- Mangano-Mangani-Ungarettiit (ehemals Ungarettiit) NaNa2(Mn2+2Mn3+3)(Si8O22)O2
- Mangano-Ferri-Eckermannit (ehemals Kôzulith) NaNa2(Mn2+4Fe3+)Si8O22(OH)2

Alkali-Amphibole mit mehr als 0,5 Li:
- Ferri-Leakeit (ehemals Leakeit) NaNa2(Mg2Fe3+2Li)Si8O22(OH)2
- Kalium-Mangani-Leakeit (ehemals Kornit) KNa2(Mg2Mn3+2Li)Si8O22(OH)2

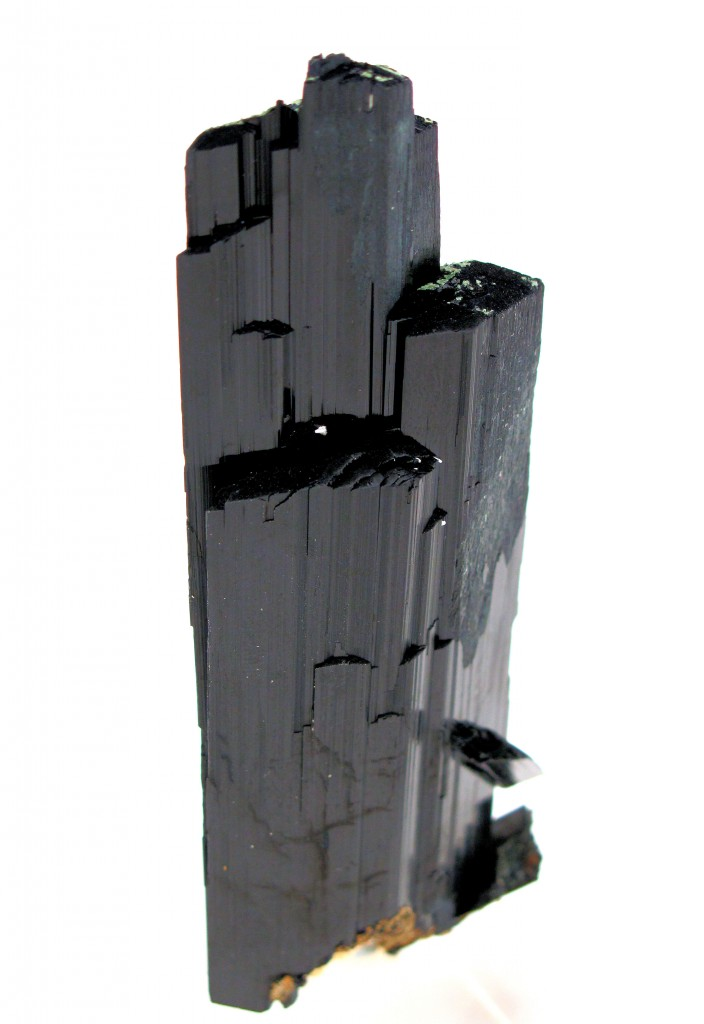
Arfvedsonit
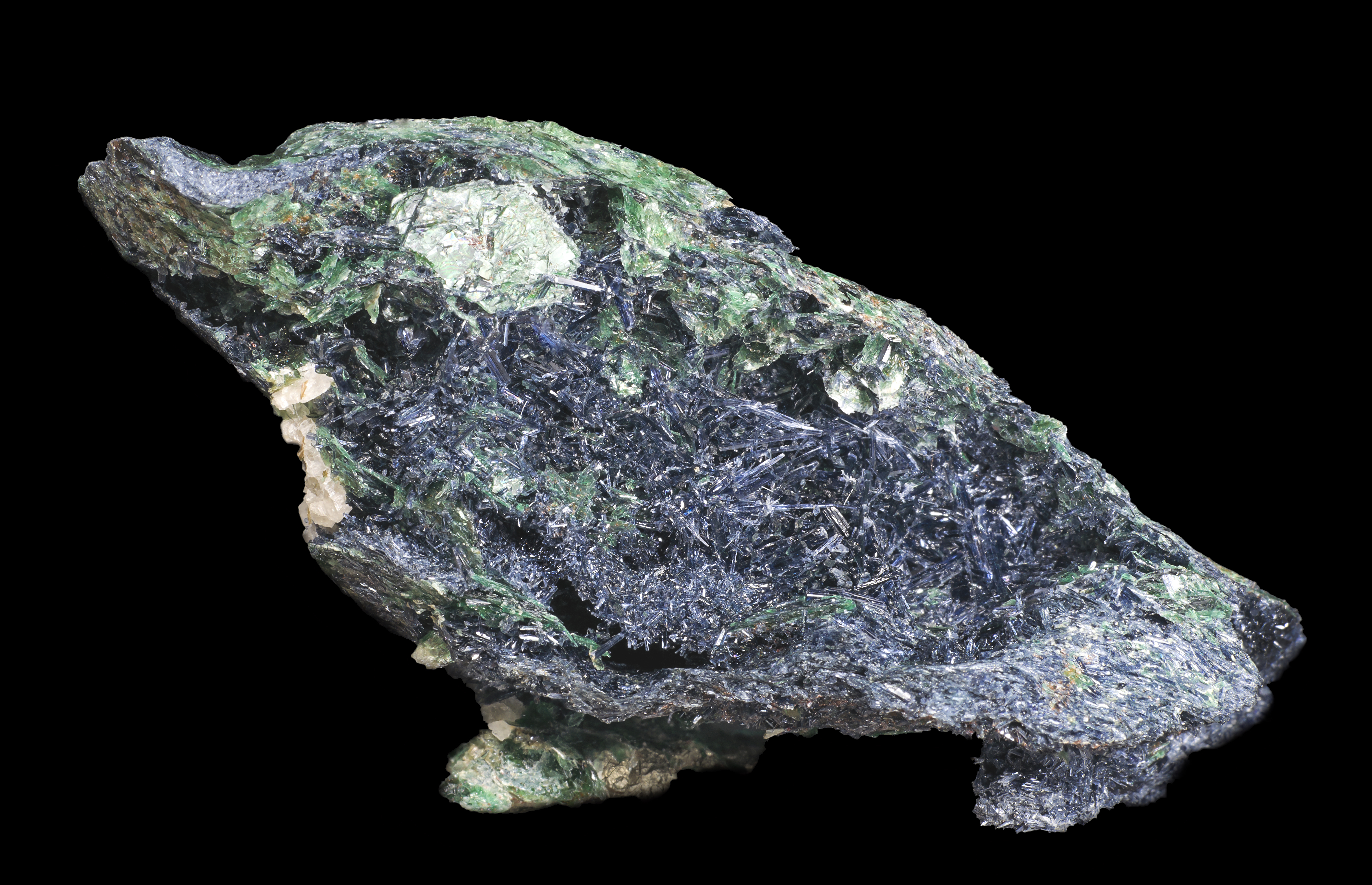
Glaukophan
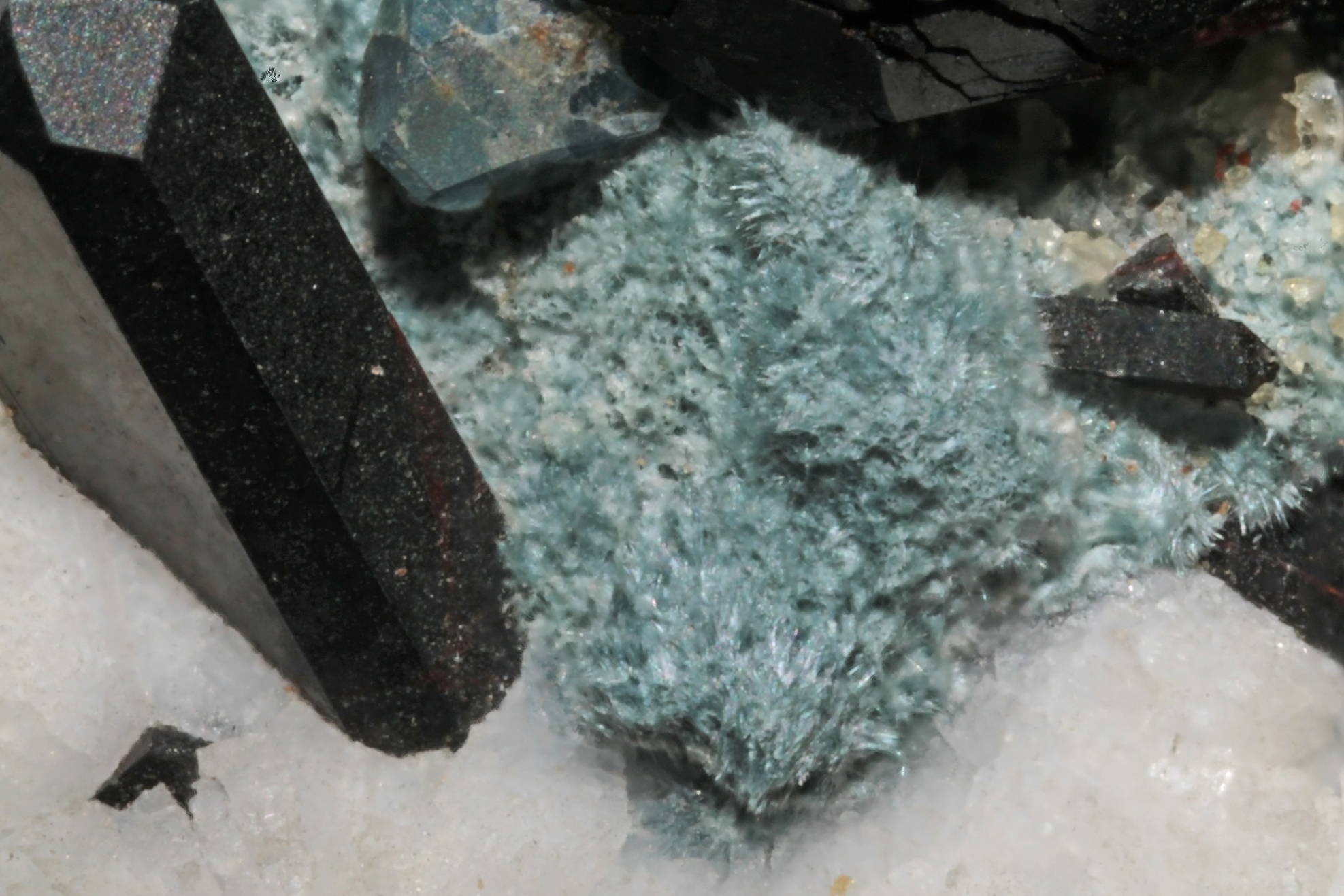
Glaukophan/Riebekit (Crossit)

### Natrium-Calcium-Magnesium-Eisen-Mangan-Lithium-Amphibole
Diese Gruppe wurde von der IMA erst im Jahre 2003 eingeführt, um neueren Funden von Amphibolen mit ungewöhnlich hohen Gehalten von kleinen zweiwertigen Kationen (Mg, Mn, Fe …) gerecht zu werden. Charakteristisch für Amphibole dieser Gruppe ist eine Besetzung der zwei B-Positionen mit 0,50 < (Mg, Fe2+, Mn2+, Li) < 1,50 und 0,50 ≤ (Na, Ca) ≤ 1,50.
Gruppe5-Amphibole mit mehr als 0,50 Li auf der B-Position
- Ottoliniit (hypothetisch, Status fragwürdig) NaLi(Mg3Fe3+Al)Si8O22(OH)2[32]
- Ferri-Ottoliniit (diskreditiert)[33]
- Whittakerit (hypothetisch, Status fragwürdig) Na(NaLi)(LiMg2Fe3+Al)Si8O22(OH)2[34]
- Ferriwhittakerit (diskreditiert 2012, danach Synonym für Ferri-Leakeit)[35]

Gruppe5-Amphibole mit weniger als 0,50 Li auf der B-Position
Hier werden die Namen der Gruppen 1 bis 4 verwendet, ergänzt mit dem Präfix „Parvo“ (lateinisch für ‚klein‘), um auf die erhöhten Gehalte kleiner Kationen auf der B-Position hinzuweisen.

## Struktur
Die große Variationsbreite der chemischen Zusammensetzung der Amphibole findet ihre Erklärung in ihrer Struktur. Sie weist Kationenpositionen von sehr unterschiedlicher Größe und Form auf und bietet so einer Vielzahl von Kationen unterschiedlichster Größe und Ladung Platz. Auf allen diesen Kationenpositionen sind die Kationen von Sauerstoffanionen umgeben, wenn man von kleineren Fluorgehalten einmal absieht. Die verschiedenen Positionen unterscheiden sich in der Anzahl der umgebenden Anionen (Koordinationszahl), deren Abstand zum Kation und Anordnung um das Kation herum. Generell gilt: Je mehr Anionen ein Kation umgeben, desto größer wird der mittlere Abstand von der Kationenposition zu den Anionen, desto schwächer werden die einzelnen Bindungen und desto größer wird der ionische Charakter der Bindungen.
Die Amphibolstruktur weist Kationenpositionen mit 4 verschiedenen Koordinationszahlen auf.
- Tetraederpositionen: 4 Anionen umgeben ein Kation tetraederförmig. Diese Position bietet kleinen Kationen mit zumeist hoher Ladung Platz (Si4+, Ti4+, Al3+). Die kurzen Kation-Anion-Bindungen haben einen hohen kovalenten Anteil (Atombindungen). Atombindungen sind stark gerichtet. Daher muss die Geometrie der bindenden Atomorbitale möglichst gut mit der Anordnung der umgebenden Anionen übereinstimmen.
- Oktaederpositionen: 6 Anionen umgeben ein Kation oktaederförmig. Diese Position bietet mittelgroßen, zumeist zwei- und dreiwertigen Kationen Platz (Mg2+, Fe2+, Mn2+, Al3+, Fe3+). Die Bindungen sind vorwiegend ungerichtet ionisch.
- 8-fach koordinierte Plätze: 8 Anionen umgeben ein Kationen in Form eines kubischen Antiprismas. Diese Position bietet großen ein- bis zweiwertigen Kationen Platz (Na+, Ca2+). Die Bindungen sind schwach und ionisch.
- 12-fach koordinierte Plätze: Diese Position bietet sehr großen ein- bis zweiwertigen Kationen Platz (Na+, K+). Die Bindungen sind sehr schwach ionisch.

Die Strukturabbildungen zeigen der Klarheit wegen nur die Flächen dieser Koordinationspolyeder. Die Sauerstoffe und Kationen selbst sind nicht dargestellt. Die Sauerstoffanionen befinden sich auf den Ecken der Polyeder, die Kationen im Zentrum der Polyeder.

### Silikat-Anionenkomplex

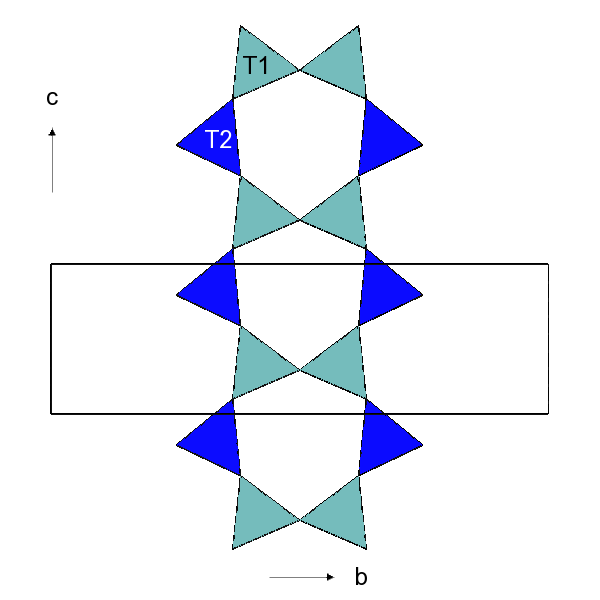
Amphibolstruktur: SiO_{4}-Tetraederdoppelketten

Das strukturelle Charakteristikum aller Amphibole ist die Doppelkette aus SiO4-Tetraedern mit der Summenformel [Si4O11]6−. Nach der Silikatklassifikation von F. Liebau gehören die Amphibole zur Gruppe der unverzweigten zweier Doppelketten-Silikate.
Silicium ist von vier Sauerstoffatomen umgeben, die die Ecken eines Tetraeders bilden, in dessen Mitte das Si4+-Kation sitzt. Diese SiO4-Tetraeder sind über zwei Sauerstoffe zu idealerweise unendlichen Ketten verbunden. Zwei solcher Ketten sind jeweils über jeden zweiten SiO4-Tetraeder zu Doppelketten verbunden (siehe Abbildung).
Es ergeben sich zwei strukturell unterschiedliche SiO4-Tetraeder. Der Tetraeder T1 verbindet die beiden Zweier-Einfachketten zu einer Zweier-Doppelkette und ist über drei Sauerstoffe mit benachbarten SiO4-Tetraedern verbunden. Das Tetraeder T2 ist nur über zwei Sauerstoffe mit benachbarten SiO4-Tetraedern verbunden.
Die SiO4-Tetraeder sind in den Doppelketten so angeordnet, dass sie alle mit einer Tetraederspitze in die gleiche Richtung ungefähr senkrecht zur Doppelkettenebene zeigen. Entsprechend weisen alle Tetraeder mit einer Fläche in die entgegengesetzte Richtung. Die nebenstehende Abbildung zeigt einen Ausschnitt einer SiO4-Zweier-Doppelkette mit Blick auf die Tetraederbasisflächen.

### Koordination der zwei- und dreiwertigen Kationen

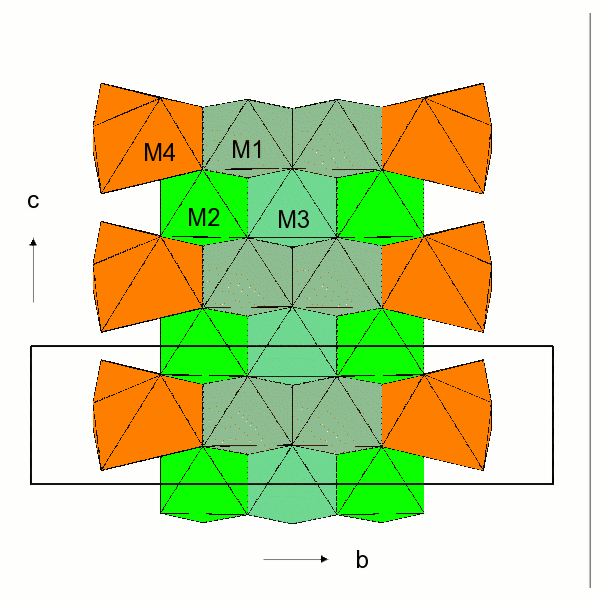
Amphibolstruktur: Verknüpfung der M1,2,3,4-Positionen

Die C-Position aus der oben angegebenen Strukturformel umfasst die drei strukturell unterscheidbaren Positionen M1, M2 und M3. Auf diesen drei Positionen werden die kleineren Kationen (vorwiegend Mg2+, Fe2+, Mn2+, Al3+) von sechs Sauerstoffen oktaedrisch koordiniert.
Die Oktaeder der C-Position sind über gemeinsame Kanten zu idealerweise unendlichen Oktaederbändern verknüpft. Die B-Position liegt an den Rändern der Oktaederbänder und stellt die Verbindung zu benachbarten SiO4-Tetraederdoppelketten her.
Die B-Position (in Strukturbeschreibungen meist als M4-Position bezeichnet) wird von acht Sauerstoffen umgeben, die auf den Ecken eines verzerrten kubischen oder tetragonalen Antiprismas liegen. Diese Position bietet Platz für größere zweiwertige Kationen wie Ca oder Pb (alle Calciumamphibole, z. B. Tremolit), kann aber auch vollständig von Mg und Fe besetzt sein (z. B. Anthophyllit, Grunerit).

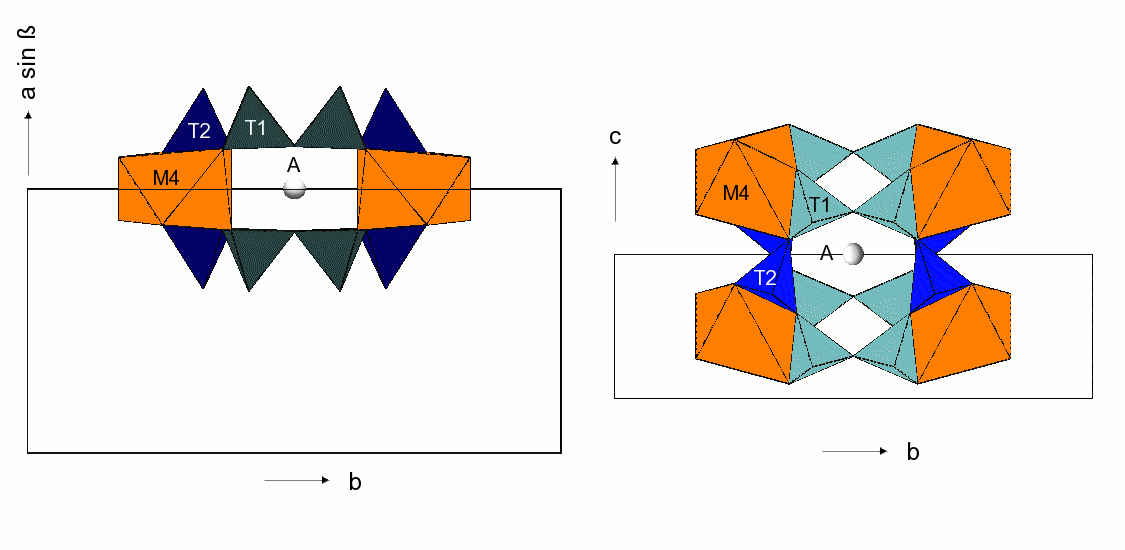
Amphibolstruktur: A-Position zwischen SiO_{4}-Doppelketten

Die A-Position wird von 12 Sauerstoffen umgeben. Sie liegt zwischen zwei Silikatdoppelketten ungefähr oberhalb bzw. unterhalb des Zentrums der SiO4-Sechserringe (siehe Abbildung) und stellt so eine schwache Verknüpfung der I-Beams (siehe folgender Abschnitt) untereinander her. Die Doppelketten liegen nicht genau übereinander, so dass sich für die A-Position eine sehr unregelmäßige Sauerstoffkonfiguration ergibt.

### I-Beams

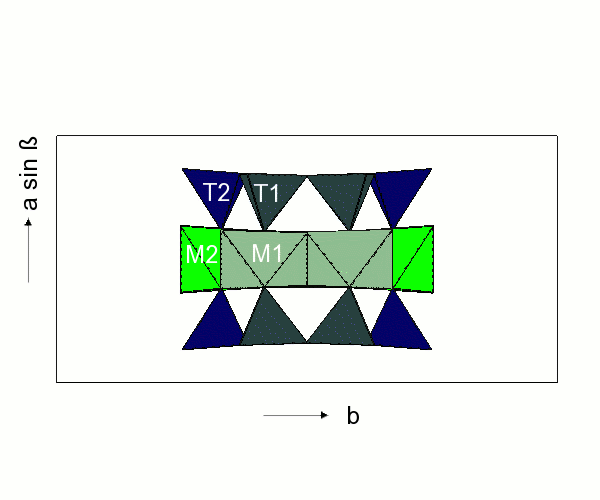
Amphibolstruktur: I-Beam: Verknüpfung Tetraeder-Doppelketten und M1,2,3,4-Positionen

Je zwei Tetraederdoppelketten sind über ihre freien Spitzen mit der Ober- bzw. Unterseite eines Oktaederbandes verbunden. Diese sandwichartige Baueinheit wird wegen ihres an den Großbuchstaben I erinnernden Querschnitts auch als I-Beam bezeichnet.

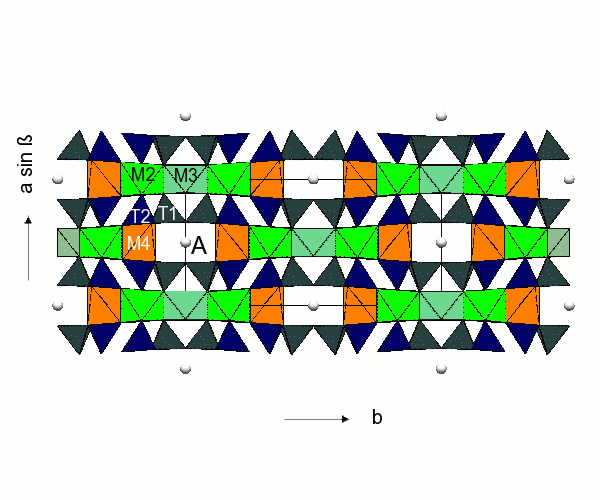
Amphibolstruktur: Verknüpfung der I-Beam-Baueinheiten

Diese I-Beams sind untereinander über die M4- und M2-Oktaeder verbunden, wobei die Ränder der Silikatdoppelketten an die M4- und M2-Oktaeder der benachbarten I-Beams gebunden sind.

## Bildung und Fundorte
Die eisenreiche Hornblende, ein besonders wichtiges Amphibol, die neben Eisen hohe Anteile an Calcium, Natrium und Magnesium enthält, tritt sowohl in magmatischen, als auch in metamorphen Gesteinen wie z. B. Amphibolit auf. Tremolit, Aktinolith oder Nephrit, letzteres als wichtigster Bestandteil von Jade, finden sich hauptsächlich in metamorphen Gesteinen.
Fundorte gibt es weltweit, daher muss die genannte Liste der Fundorte unvollständig bleiben:
Greenbushes/Western Australia in Australien, Brumado/Bahia in Brasilien, Bodenmais in Deutschland, Québec in Kanada, Manono in der Demokratischen Republik Kongo, Brandbrücken in Österreich, Snarum und Utö in Schweden, Campolungo in der Schweiz, Hermanov in Tschechien, Oblast Dnipropetrowsk in der Ukraine, New York in den USA.

## Verwendung
Bis in die 1970er Jahre wurde unter anderem Riebeckit (Krokydolith, blauer Asbest) zu widerstandsfähigen und feuerfesten Isolierungen und Geweben verarbeitet.
Heinrich Harrer berichtet bei der Durchquerung West Papuas 1962, dass die Dani in der Gegend um Mulia neben dem grünen Epidot auch gerne blauen Glaukophan für die Herstellung von Steinäxten verwenden. An ausgesuchten Stellen im Steinbruch wurden Feuer entzündet und Stunden später mit Geröllsteinen, Keilen und Stangen Gestein abgebrochen und mit Holzzangen in Sicherheit gebracht. Harrer staunt, wie rasch die Steine behauen und die Rohform der Steinaxt zum Vorschein kommt.
Die Amphibolgruppe ist Namensgeberin für den Amphibole Peak, einen Berg in der Antarktis.

## Vorsichtsmaßnahmen
Aktinolith, Anthophyllit, Riebeckit und Tremolit aus der Amphibolgruppe sind wie alle Asbeste dafür bekannt, Lungenkrankheiten wie Asbestose oder Mesotheliome auszulösen.